# 1866 год в истории железнодорожного транспорта
1866 год в истории железнодорожного транспорта

## События
- 4 сентября (по старому стилю) открыта Рязанско-Козловская линия длинной 198 вёрст.
- В России на Петербург-Московской железной дороге начали курсировать спальные вагоны.[1]
- Весной начались работы по строительству дороги от от Орла до Курска.
- Создана Юго-Восточная железная дорога.
- Основан Даугавпилсский локомотиворемонтный завод.
- Основан Мичуринский локомотиворемонтный завод, как Козловские железнодорожные мастерские Рязанско-Козловской железной дороги.